# Municipio de Wethersfield
El municipio de Wethersfield (en inglés: Wethersfield Township) es un municipio ubicado en el condado de Henry en el estado estadounidense de Illinois. En el año 2010 tenía una población de 3935 habitantes y una densidad poblacional de 42,72 personas por km².

## Geografía
El municipio de Wethersfield se encuentra ubicado en las coordenadas 41°11′31″N 89°55′34″O / 41.19194, -89.92611. Según la Oficina del Censo de los Estados Unidos, el municipio tiene una superficie total de 92.12 km², de la cual 92.12 km² corresponden a tierra firme y (0%) 0 km² es agua.

## Demografía
Según el censo de 2010, había 3935 personas residiendo en el municipio de Wethersfield. La densidad de población era de 42,72 hab./km². De los 3935 habitantes, el municipio de Wethersfield estaba compuesto por el 92.91% blancos, el 2.9% eran afroamericanos, el 0.08% eran amerindios, el 0.64% eran asiáticos, el 0.08% eran isleños del Pacífico, el 1.63% eran de otras razas y el 1.78% pertenecían a dos o más razas. Del total de la población el 4.75% eran hispanos o latinos de cualquier raza.